# 武特兴根
武特兴根是德国巴登-符腾堡州的一个市镇。总面积26.47平方公里，总人口6632人，其中男性3308人，女性3324人（2011年12月31日），人口密度251人/平方公里。